# Смит, Джаррод
Джа́ррод Бра́йан Сто́кли Смит (англ. Jarrod Brian Stockley Smith; 20 июня 1984, Хавлок-Норт, Новая Зеландия) — новозеландский футболист, центральный нападающий. Выступал за сборную Новой Зеландии.

## Биография

### Начало карьеры
Джаррод — сын новозеландского крикетиста и впоследствии комментатора Иана Смита и его жены Луизы Смит.
Приехав в США, Смит в 2003—2006 годах обучался в Университете Западной Виргинии по специальности спортивный менеджмент, совмещая обучение с игрой за университетскую футбольную команду в Национальной ассоциации студенческого спорта.
В 2003 году также выступал за команду «Боулдер Рэпидз Ризёрв» в Премьер-лиге развития ЮСЛ.

### Клубная карьера
На Дополнительном драфте MLS 2007, состоявшемся 18 января 2007 года, Смит был выбран под первым номером клубом «Торонто», но из-за травмы подколенного сухожилия, полученной ещё в университете и усугублённой на преддрафтовом комбайне, не был подписан. Проходя реабилитацию после травмы в Университете Западной Виргинии, также тренировался в клубе «Кристал Пэлас Балтимор» из Второго дивизиона ЮСЛ в течение месяца, но получить контракт не сумел. После этого вернулся на родину и выступал за клуб Чемпионата Новой Зеландии «Хокс-Бей Юнайтед».
19 марта 2008 года «Торонто» подписал неполный контракт со Смитом. Свой профессиональный дебют, в матче против «Лос-Анджелес Гэлакси» 13 апреля 2008 года, он отметил голом.
Новообразованный клуб «Сиэтл Саундерс» выбрал Смита на Драфте расширения MLS 2008, состоявшемся 26 ноября 2008 года. 5 марта 2009 года нападающий был помещён в список травмированных из-за травмы сгибающей мышцы бедра. 16 июля 2009 года «Сиэтл Саундерс» отказался от услуг Смита, за клуб он сыграл всего два матча в Открытом кубке США.
Провёл сезон 2010/11 в «Хокс-Бей Юнайтед».
В марте 2011 года Смит присоединился к клубу шведского Суперэттана «Юнгшиле». За клуб сыграл два матча — по одному в чемпионате и в кубке — и забил два гола — дубль в ворота «Тошланды» в матче второго раунда Кубка Швеции 2011, состоявшемся 20 апреля 2011 года.
В 2012 году вновь вернулся на родину, в основном выступал в клубах региональных лиг, провёл два сезона в клубах национального чемпионата — 2012/13 в «Хокс-Бей Юнайтед» и 2014/15 в «Тим Веллингтон».

### Международная карьера
Смит представлял Новую Зеландию на уровне молодёжной и олимпийской сборных.
За главную сборную Новой Зеландии Смит дебютировал 23 февраля 2006 года в товарищеском матче со сборной Малайзии. Выиграл Кубок наций ОФК 2008. Был включён в состав на Кубок конфедераций 2009, но на турнире являлся запасным и на поле не выходил. Всего за «олл уайтс» провёл 15 матчей и не забил ни одного гола.

## Достижения
Командные
 «Сиэтл Саундерс»
- Обладатель Открытого кубка США: 2009

 «Тим Веллингтон»
- Обладатель Суперкубка Новой Зеландии: 2014

 Новая Зеландия
- Обладатель Кубка наций ОФК: 2008